# Anglicanisme
De term anglicanisme (van het Latijnse woord Anglicana, dat "Engels" betekent) wordt gebruikt voor leden en de kerken die de tradities en gebruiken van de Kerk van Engeland volgen. Het anglicanisme is de op drie na grootste christelijke denominatie ter wereld, na het katholicisme, de oosterse orthodoxie en het gereformeerd protestantisme.

## Geschiedenis
Het anglicanisme is terug te voeren tot het missiewerk van Augustinus van Canterbury in 597. De Kerk van Engeland geeft er de voorkeur aan hierin haar oorsprong te zien, in plaats van de gebeurtenissen tijdens de Engelse reformatie. Het schisma van de Rooms-Katholieke Kerk ten tijde van Hendrik VIII van Engeland, de excommunicatie van zijn dochter Elizabeth I en de continentale reformatie zijn alle omstandigheden die tot de stichting van de Kerk van Engeland hebben geleid, maar haar oorsprong wordt gevonden in de komst van de enige heilige katholieke en apostolische kerk op de Britse eilanden.
Brittannië kwam voor het eerst met het christendom in aanraking, waarschijnlijk via de tinhandel tussen Ierland en Spanje, in de 1e of 2e eeuw en ontwikkelde zich, zoals vele andere christelijke gemeenschappen in die tijd, onafhankelijk van de kerk van Rome. Het is bekend dat Britse bisschoppen zoals Restitutus de Synode van Arles bezochten in 314. Pelagius, die op een haar na Augustinus en Hiëronymus versloeg over het dogma van de erfzonde, was een Brit.
Gelijktijdig ging de Keltische Kerk van Columba en Aidan door met het evangeliseren van Schotland en Noord-Engeland. Deze Keltische Kerk conflicteerde met de Romeinse gebruiken ten aanzien van de tonsuur en de Paasdatum. Op de Synode van Whitby in 664 onderwierp de Keltische Kerk van Noord-Brittannië zich in zeker zin aan het gezag van Rome. In de daaropvolgende eeuwen absorbeerde het Roomse systeem van Augustinus de Keltische christelijke kerken.
Om een einde te maken aan de ideologische strijd of het anglicanisme onder de katholieke dan wel de protestantse stroming van het christendom valt, vestigde de Elizabethan settlement van 1558 de opvatting dat de Kerk van Engeland zowel katholiek als gereformeerd is:
- katholiek in de zin dat zij zichzelf ziet als deel van de universele kerk van Jezus Christus in onverbroken continuïteit met de vroege apostolische kerk;
- gereformeerd in de zin dat zij gevormd is door doctrinale principes van de 16de-eeuwse Reformatie, met name de negenendertig artikelen en het Boek van Gemeenschappelijk Gebed.

De Anglicaanse Kerk heeft veel weg van de Oudkatholieke Kerk, een klein deel van de gemeenschap dat zich van de Rooms-Katholieke Kerk afsplitste, en later in 1870 viel over de doctrine van het pausschap en de pauselijke onfeilbaarheid. De oorsprong van het anglicanisme is echter wel nauw verwant aan de protestantse reformatie. De anglicaanse liturgie kan ook op protestantse en katholieke wijze gevierd worden; de oorsprong van de anglicaanse liturgie ligt echter bij de sterk geprotestantiseerde aartsbisschop van Canterbury Thomas Cranmer.
Net zoals de oosters-orthodoxe kerken en de Rooms-Katholieke Kerk heeft de Anglicaanse Kerk apostolische successie van de apostelen van Jezus, ofschoon de anglicaanse successie door de Rooms-Katholieke Kerk niet erkend wordt.

## Verdeeldheid
Sinds het eind van de 20e eeuw is de Anglicaanse Kerk ernstig verdeeld geraakt over allerlei theologische, bestuurlijke en personele kwesties. Zo wordt een besluit van de Engelse Synode in 2008 om het bisschopsambt open te stellen voor vrouwen, niet aanvaard door een conservatieve minderheid. Deze heeft datzelfde jaar in Jeruzalem de GAFCon opgericht, de Wereldwijde Anglicaanse Toekomstconferentie. Dit verband verwijt de Synode het uitblijven van maatregelen tegen te vrijzinnige kerkprovincies. De zeven aartsbisschoppen die GAFCon vormen, hebben in 2009 een uitnodiging van Paus Benedictus XVI afgeslagen om met behoud van eigen kenmerken toe te treden tot de Rooms-Katholieke Kerk.